# Seotaiji & 20(20th Anniversary Special Edition)
Seotaiji & 20(20th Anniversary Special Edition)는 서태지 데뷔 20주년을 기념한 음반으로 아이튠즈(iTunes)를 통해서만 발매한 음반이다.

## 음반
서태지가 데뷔 20주년을 맞아 아이튠즈에 스페셜 에디션으로 기념앨범을 발매했다. 앨범명은 Seotaiji & 20(20th Anniversary Special Edition)이다. 
이번 앨범은 그 동안의 베스트 곡을 서태지가 직접 선정한 총 17개 트랙과 비주얼 인터렉티브 북클릿인 아이튠즈 엘피(iTunes LP)를 포함하여 총 18개의 트랙으로 구성되어 있다. 특별히 LP에는 서태지의 아트워크 모음과 사진, 크레딧 등이 실려있다. 본 앨범의 아이튠즈 유통과 아이튠즈 LP 제작은 소리바다에서 담당하였다. 
미국 등 북미와 유럽, 일본, 홍콩 및 러시아 등의 111개국에서 프리오더가 12월 4일 시작되어 전 세계의 팬들에게 뜨거운 관심을 받았다. 
또한 서태지 아티스트 페이지도 오픈 되어 각 국 스토어의 메인을 장식하였다. 아티스트 페이지는 아이튠즈가 엄선한 아티스트를 아이튠즈 내에 고유영역을 지정해 만든 별도 페이지이다. 서태지의 아티스트 링크는 www.itunes.com/seotaiji이며 전세계 어느 국가에서도 연결 가능하다. 
이번 스페셜 에디션은 서태지의 음악을 접하기 힘든 세계의 해외 팬들을 위해 특별히 제작되었으며, K-pop의 전설이자 문화 대통령인 서태지의 음반에 많은 세계인이 관심을 갖는 계기가 될 것이다. 

## 수록곡
CD 1
1. I Know
2. You, In the Fantasy, Pt. 3 (Techno Taiji Mix)
3. Anyhow Song
4. Last Festival
5. Classroom Idea
6. Eternity
7. Must Triumph
8. Come Back Home
9. Take One
10. Take Two
11. Internet War
12. Feel The Soul
13. Heffy End
14. Robot
15. Moai
16. T'ik T'ak
17. Bermuda Triangle
18. Seotaiji & 20(20th Anniversary Special Edition) - iTunes LP